# Робберт Дейкграаф
Робертус Хенрікус "Робберт" Дейкграаф FRSE (нідерландська: ˈrɔbərtⓘ ˈdɛikɣraːfⓘ; народився 24 січня 1960) — нідерландський фізик-теоретик, математик і теоретик струн, нинішній міністр освіти, культури та науки Нідерландів. З липня 2012 року до своєї інавгурації на посаді міністра в січні 2022 року він був директором і професором Леона Леві в Інституті передових досліджень у Прінстоні, Нью-Джерсі та штатним професором Амстердамського університету.

## Молодість і освіта
Робертус Генрікус Дейкграаф народився 24 січня 1960 року в Ріддеркерку, Нідерланди. Дейкграаф відвідував Erasmiaans Gymnasium у Роттердамі, Нідерланди.
Він почав свою освіту з фізики в Утрехтському університеті в 1978 році. (еквівалент ступеню бакалавра) у 1982 році, він ненадовго відмовився від фізики, щоб продовжити малярську освіту в Академії Герріта Рітвельда.  У 1984 році він повернувся в Утрехтський університет і отримав ступінь магістра з теоретичної фізики в 1986 році. Потім він продовжував виконувати докторські дослідження під керівництвом майбутнього нобелівського лауреата Герарда 'т Хофта .  Навчався разом із близнюками Еріком і Германом Верлінде.  Початкова домовленість полягала в тому, що лише один із тріо працюватиме над теорією струн, але всі троє закінчили написанням дисертації на цю тему. Дейкграаф отримав ступінь доктора філософії з відзнакою в 1989 році.  Геометричний підхід до двовимірної конформної теорії поля . [потрібне неосновне джерело]

## Робота
У 1992 році він був призначений професором математичної фізики в Амстердамському університеті, де він займав цю кафедру до 2004 року, коли його призначили почесним професором того ж університету.
З 2008 по 2012 рік він був президентом Нідерландської королівської академії мистецтв і наук. Був обраний одним із двох співголів Міжакадемічної ради на період 2009–2013 років.

## Політична кар'єра
З 10 січня 2022 року Дейкграаф обіймає посаду міністра освіти в уряді Нідерландів.

## Інші види діяльності
- Фонд Сімонса, член ради директорів (з 2021)[10]
- Вчені під загрозою (SAR), член Ради амбасадорів[11]

## Дослідження
Дослідження Дейкграафа зосереджені на теорії струн і взаємодії математики та фізики загалом. Він найбільш відомий своєю роботою над топологічною теорією струн і матричними моделями, і його ім’ям названо інваріанти Дейкграфа-Віттена та формулу Віттена-Дейкграа-Верлінде-Верлінде.

## Особисте життя
Дейкграаф одружений з письменницею Піа де Йонг і має трьох дітей. Їхня дочка Шарлотта народилася з рідкісним типом лейкемії, і її мати Піа де Йонг написала книгу «Врятувати Шарлотту: мати та сила інтуїції».